# ユーエスマート

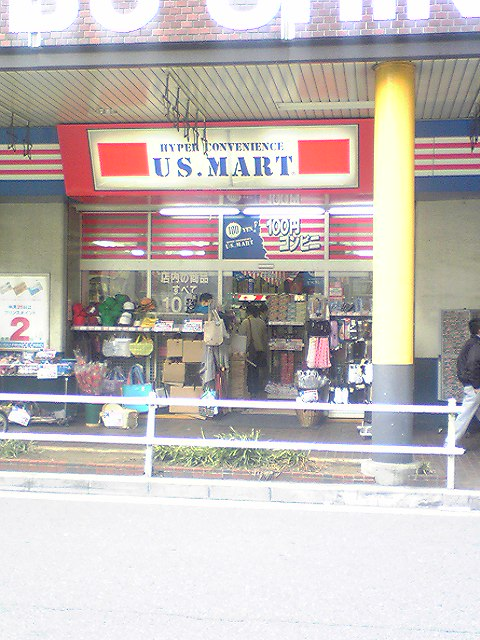
US.MART 西武新宿駅アメリカンブルーバード店

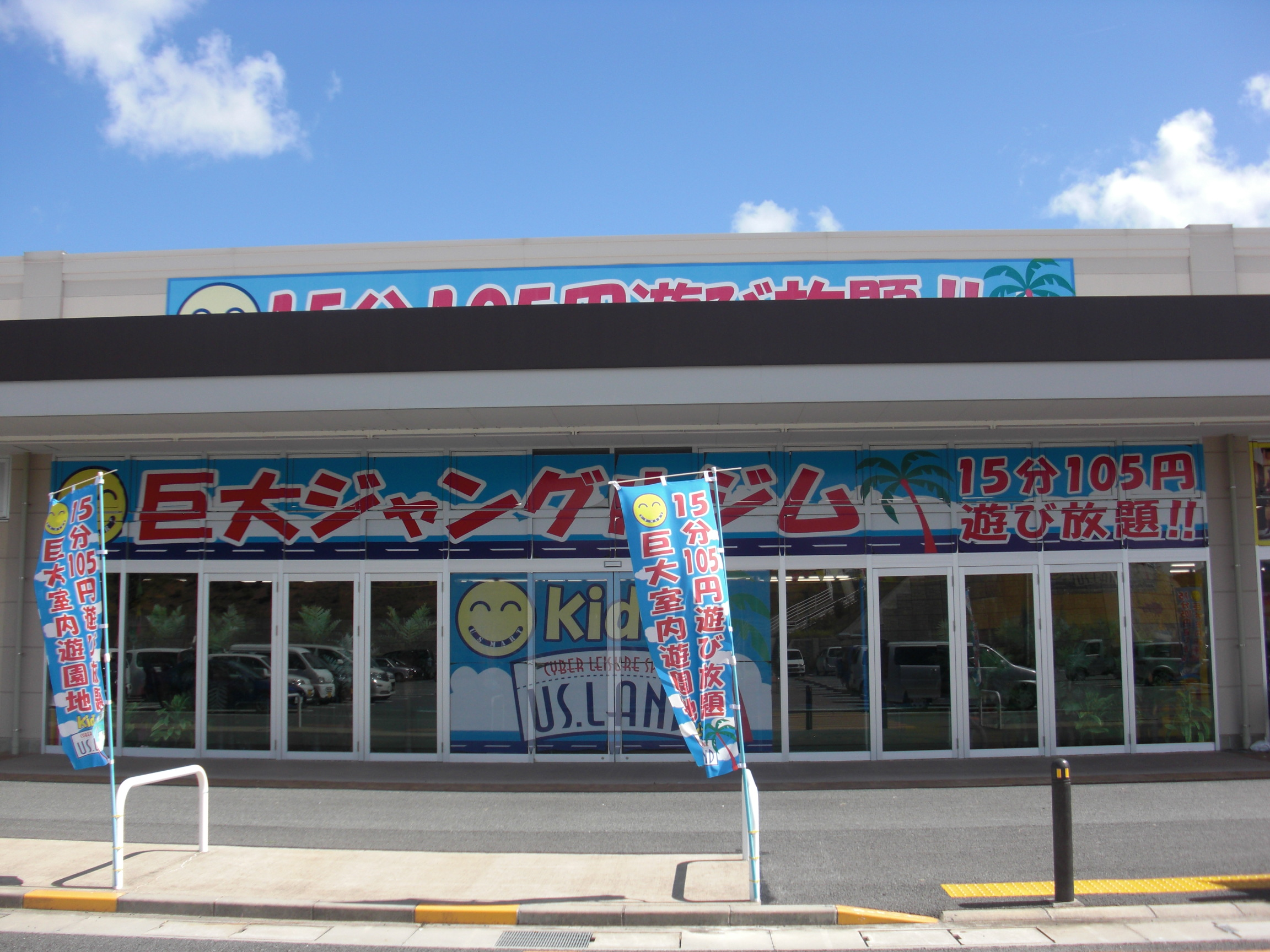
Kid's US.LAND クリスタルタウン多気店

ユーエスマート株式会社（ユーエスマート）は、本社を三重県伊勢市におく室内遊園地US.LAND（ゆーえすらんど）およびKids US.LAND（きっずゆーえすらんど）を経営する企業である。従前は100円ショップとコンビニエンスストアの中間形態の店US.MARTが主体であったが、現在はKids US.LANDを主力としている。

## 概要
以前の主力店舗の「US.MART」は、前身が食料品を扱っていたこともあり（砂糖は引き続き独自ブランドで扱っていた）、食品を中心とした豊富な品揃えで他の100円ショップとの差別化を図っている。また、すべての商品を(税抜き)100円にすることでコンビニエンスストアとの違いも引き出している。
社員との意志疎通を大切にする経営を心がけ、各店舗の管理・運営は店長の裁量に任せている。これにより、都市や地方といった土地柄や顧客の年齢層に柔軟に対応できるという。
「10分100円で遊び放題」を謳う遊園地ショップ「US.LAND」も展開。現在は店舗網の大半が、子供向け業態「Kids US.LAND」となっており、「US.MART」「US.LAND」は縮小傾向にある。2018年10月現在では、「US.MART」は伊勢本店のみ営業していたが、10月限りで閉店し、旧本店の敷地は無関係のジムに売却された。

## 沿革
- 1869年（明治2年） - 田口砂糖店創業。
- 1948年（昭和23年）7月 - 有限会社山田食料品店商事部設立。
- 1992年（平成4年）9月 - 有限会社ヤマショクへ社名変更。
  - 12月 - 伊勢高柳商店街に100円コンビニUS.MART伊勢本店開店。
- 1999年（平成11年）9月 - 百円コンビニユーエスマートに社名変更。
- 2013年（平成25年）3月 - ユーエスマートに社名変更。
- 2014年（平成26年）12月17日 - 日本産業推進機構が株式の70%を取得。
- 2015年（平成27年）2月 - 株式会社日本産業推進機構と資本業務提携。
- 2019年（令和元年）5月 - 株式会社エッジイノベーションの全株式を取得。
- 2020年（令和2年）1月 - 株式会社エッジイノベーションを吸収合併[5]。

## 業態
- US.MART（ユーエスマート） - すべての商品が100円（税抜）で買えるコンビニエンスストアであったが、2020年現在は店舗がなく営業していない。
- US.LAND（ユーエスランド） - 15分100円（税抜）で遊べるアミューズメント店。現在64店舗(2022年2月現在)
- US.TOWN（ユーエスタウン） - 家具・家電の等の販売
- Kid's US.LAND（キッズユーエスランド） - US.LANDの子供向け店舗。かつては一部店舗を除き成人のみの入場が可能だったが[6]、2021年4月29日より中学生以上の方のみの入場を一部店舗[注 3]を除き制限している[9]。
- Brave Point（ブレイブポイント） - エッジイノベーションにより創業したサバイバルゲームフィールド。現在はユーエスマート株式会社エッジイノベーション事業部が運営。
- CQB Limited（シーキュービーリミテッド）- 同上

## 事業所
- 本社 - 三重県伊勢市上地町2691-27 伊勢問屋センター内
- その他
  - 三重県度会郡玉城町
  - 愛知県名古屋市、春日井市
  - 東京都

## 主要取引先
- 明治屋 - 会長の田口喜啓が以前勤務していた[2]。
- 味の素
- 日清食品
- マックスバリュ中部

## 銀座への出店
2005年（平成17年）、「US. MART銀座店」を東京・銀座三丁目に開店した。「高級」というイメージの強い銀座にあえて出店したことについて田口社長（当時）は「もし銀座に釣り堀や百円床屋ができたらどうだろう？そんな面白い考えからこの店は生まれました。」と語った。
この出店は当時驚きをもって受け入れられ、2005年11月10日にはNHK総合のNHKニュースおはよう日本で「ビルの地下にある15分100円の釣り堀」として全国放送で報じられたほか、全国地方新聞12紙の企画「フォトリレー ニッポンの朝」でも東京新聞発のニュースとして2006年7月14日に地下釣り堀が紹介された。
なお、銀座からは撤退したが東京都区部には新宿区歌舞伎町（西武新宿駅アメリカンブルーバード店）や港区三田（慶應大学前店）に店舗を構えたことがある（慶応大学前店も閉店）。